# Maria Hugonis Schäfer
Sophia Josefine Schäfer, Ordensname Schwester Maria Hugonis (* 24. November 1930 in Niederlahnstein; † 14. September 2014 in Dernbach) war eine deutsche Ordensschwester und langjährige Erzieherin des Ordens Arme Dienstmägde Jesu Christi (Ancillae Domini Jesu Christi, Ordenskürzel: ADJC; auch: Dernbacher Schwestern).

## Leben
Sophia Josefine Schäfer wurde 1930 in Niederlahnstein geboren. Ihr Vater war Maschinenführer. Sie besuchte die Volksschule in ihrem Heimatort Koblenz-Horchheim. Bedingt durch den Krieg kam sie 1944 nach Thüringen und wurde 1945 in Quittelsdorf aus der 8. Klasse entlassen. Im Juli 1945 begann sie als Kindergartenhelferin in Wiesbaden-Schierstein und nahm am Unterricht in der Berufsschule teil.
Der Berufswunsch war es Erzieherin zu werden. Außerdem fühlte sie sich Gott berufen. Deshalb absolvierte sie 1949 die "Soziale Mittlere Reife" an der Marienschule in Limburg und erwarb damit die Voraussetzung für die Aufnahme im Seminar für Kindergärtnerinnen und Hortnerinnen. Ersten Kontakt zum Orden Arme Dienstmägde Jesu Christi hatte Sophia Josefine Schäfer zu den Schwestern aus dem St. Josefkrankenhaus in Horchheim. Sie bat um Aufnahme in die Ordensgemeinschaft. Am 12. September 1951 wurde sie eingekleidet und erhielt den Ordensnamen Schwester Maria Hugonis. Ihre Erste Profess legte sie am 12. September 1953 ab.
Von 1953 bis 1955 besuchte sie die Fachschule für Kindergärtnerinnen und Hortnerinnen in der Marienschule Limburg und erwarb nach bestandener Prüfung die Berufsbefähigung. 1955 erwarb sie zudem die "Missio Canonica", die kirchliche Sendung zur Erteilung von Religionsunterricht. Schwester Hugonis besuchte 1962/63 einen Lehrgang zur Ausbildung zur Montessori-Erziehung und 1977/78 einen Lehrgang für Heilpädagogik in Heimen.
Von 1962 bis 1976 arbeitete Schwester Hugonis als Kindergartenleiterin in Sindlingen und in Hagen-Haspe, bis sie 1976 in die Heimerziehung in das Herrman-Josef-Haus in Bonn-Bad Godesberg wechselte. Hier blieb sie bis zu ihrem Abschied 2005. Sie leitete das Haus unter den Gesichtspunkten der Montessori-Erziehung. Die Ansätze von Maria Montessori waren ihr dabei Leitfaden und Ratgeber zugleich.
Unter Schäfer stieg die Zahl der nach der Montessori-Pädagogik betreuten Kinder an. Die Bildung eines Fördervereins kurbelte sie 1982 an, assistierte 1984 den Trägerwechsel zur Caritas und war bis zu ihrem Abschied 2005 eine der letzten Dernbacher Schwestern vor Ort. Unter anderem Hannelore Kohl engagierte sich unter der Leitung von Schwester Hugonis stark in der Caritas-Jugendhilfe, insbesondere für das Hermann-Josef-Haus in Bonn-Bad Godesberg. 1996 traten beide bei Alfred Biolek vor die Kamera, um den Erfolg dieses Projektes zu demonstrieren; diese Sendung wurde 2011 anlässlich des Todes von Hannelore Kohl nochmals ausgestrahlt. Auch Johannes Rau war unter den Schirmherren des Hauses. Mit Maria Hugonis Schäfers Abgabe der Hausleitung 2005 und ihrem Weggang ein Jahr später verlor das Haus eine prägende Persönlichkeit.
Parallel zum Hermann-Josef-Haus entstand außerdem in Bad Breisig eine Tagesgruppe, in der Kinder mit erzieherischen Schwierigkeiten versorgt werden. Im Jahre 2003 wurde Maria Hugonis anlässlich des 8. Ehrenamtstages der Bonner CDU eine Medaille verliehen.
Seit 2006 lebte Schwester Hugonis im Seniorenzentrum St. Josef in Koblenz-Horchheim, auch hier engagierte sie sich als Vorsitzende des Bewohnerbeirats und bot jeden Nachmittag für die älteren Damen und Herren einen kreativen Nachmittag an. Schwester Hugonis war zudem Vorsitzende des Vereins Freunde und Förderer der Jugendhilfeeinrichtung Leuchtturm e.V. mit Sitz in Bonn. Nach einer schweren Krankheit verstarb sie im Mutterhaus des Ordens in Dernbach.

## Auszeichnungen
- 1986: Verdienstkreuz am Bande[7]
- 1999: Verdienstkreuz 1. Klasse[7]